# Äkta räkor
Äkta räkor (Caridea) är en infraordning i ordningen tiofotade kräftdjur (Decapoda) och omfattar flera tusen (minst 2500) arter, som nordhavsräka, sandräka och tångräka. Trivialnamnet räka används dock även för flera andra frisimmande, långsmala kräftdjur.
De flesta arter inom infraordningen lever i haven, men omkring en fjärdedel påträffas i sötvatten. Många har stor ekonomisk betydelse för människan, framför allt som mat. I Sverige förekommer 35 arter i sex familjer.

## Anatomi

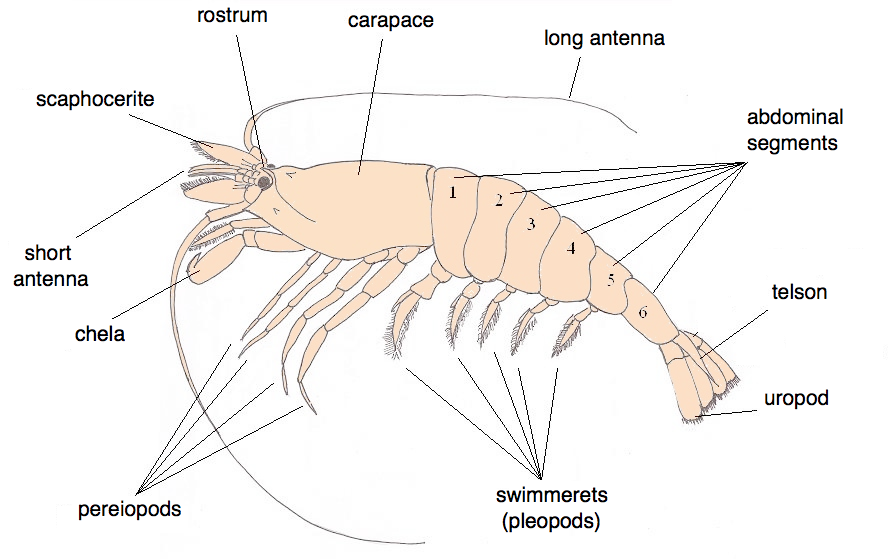
Den yttre anatomin hos sandräka (Crangon crangon).

Bilden visar den yttre anatomin hos sandräkan, en typisk räka inom infraordningen Caridea. Kroppen består av två delar: den främre delen, cephalothorax, som är en sammansmältning av huvud och mellankropp, samt den bakre delen, abdomen som är långsmal och muskulös. Skalet som skyddar cephalothorax kallas carapax och är hårdare än skalet på andra delar. Under det finns gälarna. Mundelarna alstrar en vattenström under carapax genom gälarna. Från carapax utgår rostrum, ett hårt, näbbliknande utskott som kan användas för försvar och även fungerar som roder då räkan simmar bakåt. Ögonen är skaftade och sitter på var sin sida av rostrum. De är fasettögon med stort synfält och god förmåga att upptäcka rörelse. Från huvudet utgår två par antenner, varav det ena är mycket långt och kan vara dubbelt så långt som räkan. Antennerna är sinnesorgan som förmedlar både känsel och kemiska egenskaper från vattnet. Det längre paret undersöker främst miljön i räkans omgivning, medan det kortare paret används för att undersöka bytena.
Från mellankroppen, cephalothorax, utgår åtta par extremiteter. De första tre, maxillipederna, hör till mundelarna. Första paret, maxillula, används hos släktet Crangon för att pumpa vatten till gälarna. De fem följande välutvecklade paren, pereiopoderna, har gett namn åt dekapoderna, de tiofotade kräftdjuren. De första två paren har hos Crangon gripklor som används för att föra födan till munnen, medan de tre sista paren framför allt är gångben.
Bakkroppen, abdomen, har sex segment och tunnare skal än carapax. De första fem segmenten har var sitt par extremiteter, som används för simning och kallas pleopoder. De är platta och formade som paddlar. Vissa räkarter använder dem också för att hålla fast äggen, och första paret är hos hanarna av vissa arter ombildat till parningsorgan. De kan också ha gälar som används för syreupptag. Sjätte bakkroppssegmentet slutar i en fenliknande platta, telson, vilken flankeras av ett par ombildade simfötter, uropoderna. Telson och uropoderna bildar tillsammans en solfjäderlik fena som används vid fara, då räkan böjer in bakkroppen med kraft och snabbt förflyttar sig bakåt (se figur).
I vanliga fall förflyttar sig räkan framåt antingen simmande med pleopoderna (video) eller krypande med gångbenen (video).

## Ekologi
Äkta räkor är en spridd grupp och finns nära botten vid de flesta kuster, och även i floder och sjöar. De är i motsats till andra grupper med dekapoder väl företrädda i arktiska hav, och spelar även stor roll i djuphaven. Av de flera tusen arterna är många specialiserade till en smal ekologisk nisch. De flesta är marina, men cirka en fjärdedel är sötvattenslevande. Marina arter finns ner till 5 000 meters djup och från tropiska till arktiska hav. Nordhavsräkan lever på mjukbotten vid 0–8°C på 50–500 meters djup. Nattetid simmar den upp ovanför bottnen. 
Beroende på ekologisk nisch varierar de egentliga räkorna i storlek, från några millimeter till flera decimeter. De flesta är dock ett par centimeter. 
De flesta arterna inom infraordningen är allätare, men några är specialiserade. Vissa är filtrerare och använder sina borstförsedda ben som en sil för att samla plankton. Andra skrapar av alger från stenar. Några plockar parasiter och död vävnad från fiskar. Egentliga räkor är i sin tur föda för många djur, särskilt fiskar och sjöfåglar. Vissa räkor parasiteras av kräftdjur i familjen Bopyridae, som hör till ordningen Gråsuggor och tånglöss.

### Fortplantning och livscykel
Hos merparten egentliga räkor lägger honan 50 000 till 1 miljon ägg, som kläcks efter cirka 24 timmar till små naupliuslarver. Dessa lever på gulereserver i sin kropp och utvecklas till zoealarver, som lever på alger. Efter några dagar utvecklas dessa till mysislarver, som lever av alger och zooplankton. Efter ytterligare 3–4 dagar är de unga adulta räkor (kallade postlarvae). Hela processen tar cirka 12 dygn från kläckningen. Hos många arter migrerar de unga adulterna till estuarier, där näringshalten är hög och salthalten låg. Efter att ha växt till sig där en tid vandrar de tillbaka till öppna havet. Som fullvuxna är de flesta arter bentiska, det vill säga att de lever nära bottnen. Livstiden kan vara 1–6,5 år.
Nordhavsräkan är hermafrodit och fungerar som hane tills den bli två år (Skagerrak) eller fyra år (vid Grönland och Spetsbergen), därefter som hona. Parningen sker under hösten och honan bär 1 000–3 000 ägg mellan bakkroppens ben hela vintern, vid Grönland upp till nio månader. Under våren kläcks de pelagiska larverna.

## Systematik
I äldre litteratur delas ordningen tiofotade kräftdjur (Decapoda) in i grupperna Natantia (simmande dekapoder) med räkorna, inklusive jätteräkor, och Reptantia (krypande dekapoder) med kräftor, humrar, krabbor med flera. Nyare forskning har emellertid visat att jätteräkorna (Penaeoidea) och några närstående grupper skiljer sig fundamentalt från övriga genom gälarnas byggnad, som är trädformad. Dessa bryts därför ut som underordningen Dendrobranchiata, medan resten förs till underordningen Pleocyemata. Pleocyemata delas in i sju infraordningar varav Caridea är en och delarna av den gamla gruppen Reptantia, med exempelvis kräftor och krabbor, finns bland de andra sex.
Caridea indelas i 14–16 överfamiljer och ett stort antal familjer.
Bara 57 fossila arter av räkor är kända. De äldsta är från äldre jura och andra från krita.

## Några svenska arter

Räkor simmar normalt långsamt framåt med simfötterna, men kan vid fara förflytta sig snabbt bakåt genom att slå in bakkroppen.

Den kanske mest kända räkan är nordhavsräkan (Pandalus borealis), som är den art som är vanligast i livsmedelsindustrin. Den förekommer från svenska Västkusten och norrut till arktiska hav. Längs södra delen av Västkusten ersätts den av P. montagui. Arter inom släktet Palaemon som vanlig tångräka (P. adspersus) och elegant tångräka (P. elegans) lever i vegetationen på grunt vatten, särskilt på bandtång (Zostera). Båda dessa arter går in i Östersjön upp till Stockholmstrakten. Sandräkan eller hästräkan (Crangon crangon) är ytterst vanlig på sandbottnar längs Sveriges kuster. De förekommer längs hela Västkusten och i Östersjön upp till Finska viken. Andra besläktade arter, exempelvis C. allmanni finns på djupare vatten. Glasräka (Pasiphaea tarda) lever pelagiskt och på djupare vatten. Sötvattenslevande räkor är vanliga i tropikerna, men ovanliga i tempererade områden. I Sverige finns bara en sötvattenslevande art, brackvattensräka (Palaemonetes varians) som är mycket sällsynt. Förutom nordhavsräka fiskas sandräka och tångräkor i viss utsträckning, särskilt i Danmark och Tyskland, och används som mat. Nordhavsräkan blir klarröd vid kokning, vanliga tångräkan ljusröd, medan sandräka inte ändrar färg.

## Ekonomisk betydelse

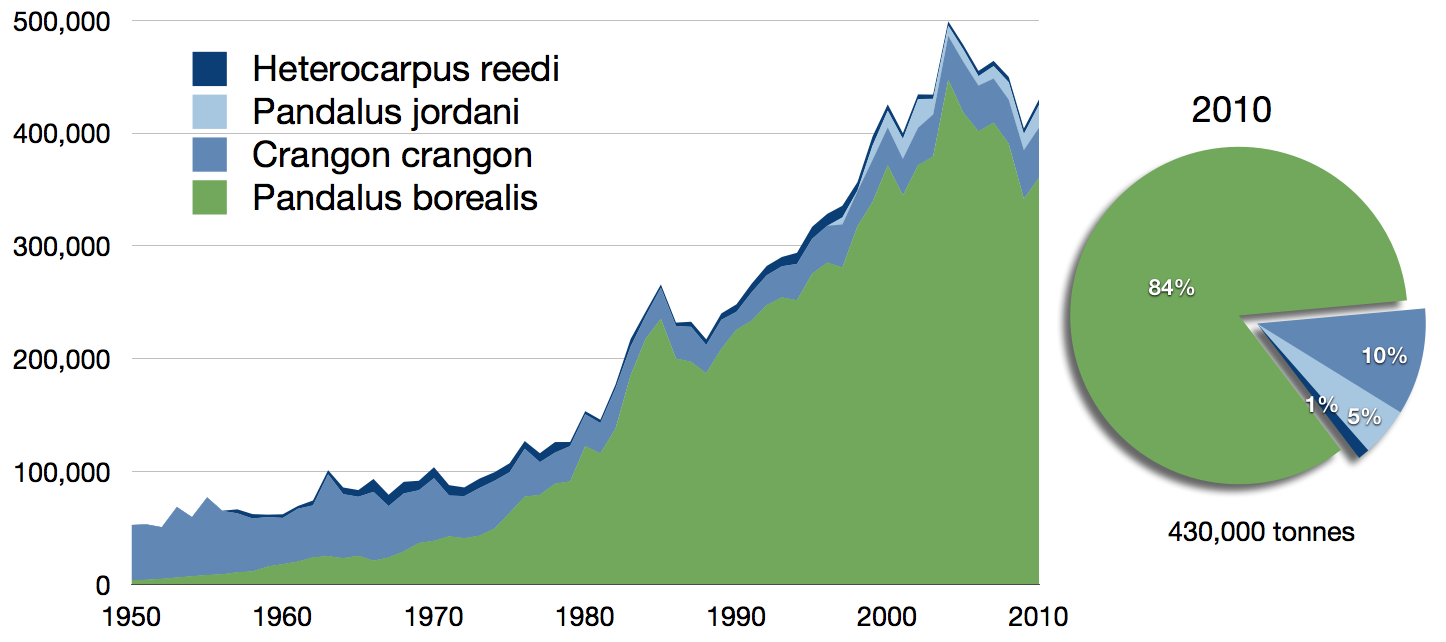
Globalt fångade egentliga räkor, 1950–2010, i ton

År 2010 fångades 361 000 ton nordhavsräkor. Det förekommer ingen odling av egentliga räkor för livsmedelsindustrin. Den kommersiellt viktigaste arten bland de egentliga räkorna är nordhavsräkan (Pandalus borealis), följd av sandräkan (Crangon crangon). Fångsten av nordhavsräka är cirka 10 gånger större än fångsten av sandräka. Fångsterna av nordhavsräka har ökat dramatiskt sedan 1950-talet (se figur). 1950 fångades tio gånger mer sandräka än nordhavsräka.
Nordhavsräkan utgör 12 % av den totala fångsten av alla slags räkor (inom Caridea och Dendrobranchiata). Uppemot 70 % av fångsten landas i Kanada och Grönland. Priset på nordhavsräkor har varit sjunkande sedan 1990-talet på grund av den ökande konkurrensen från odlade räkor. Problemen med bifångst, exempelvis av havssköldpaddor, som är stora i varmare hav, är betydligt mindre vid räkfiske i kalla vatten. 
Nordhavsräkan fiskas med stora trålar. Räkorna kokas och används till konserver, djupfryses eller äts färska. Det svenska fisket är mest utbrett i Skagerrak.
I en rapport från FAO 2009 granskas räkfisket och problemet med bifångster tas upp. Nya bestämmelser för redskap för trålning efter nordhavsräka infördes 1 februari 2013 i Sverige och Danmark i syfte att minska bifångsterna. Maskstorleken i trål ökas från 90 till 120 mm och trålen måste vara försedd med rist, det vill säga ett galler som sorterar ut oönskad fångst. Ett förslag från EU om utkastförbud, det vill säga förbud mot att kasta oönskad fångst i havet, är också aktuellt. Greenpeace har i en rapport från december 2012 kritiserat det svenska räkfisket och hävdat att stora utkast sker.

## Akvarieräkor
Många slags räkor hålls i akvarier för sitt utseende och sina vackra färger. De gör också nytta genom att äta upp alger samt slam och avfall. Några exempel ges nedan.
| Akvarieformer av sötvattensräkor har många färger |
| --- |
| Caridina cantonensis "snow white" är en vit sötvattensräka.Körsbärsräkan Neocaridina heteropoda var. red är lätt att hålla i akvarier.Neocaridina zhanghjiajiensis var. blue är nära besläktad med körsbärsräkan. Tigerräkan Caridina cantonensis "tiger" är genomskinlig med svarta ränder.Caridina cantonensis "red tiger" är genomskinlig med röda ränder och förekommer i södra Kina.Caridina cantonensis "crystal red bee" har breda röda och vita ränder. |